# Maykel Massó
Pour les articles homonymes, voir Masso (homonymie).
Maykel Demetrio Massó (né le 8 mai 1999 à Santiago de Cuba) est un athlète cubain, spécialiste du saut en longueur, médaillé de bronze aux Jeux Olympiques de 2020 à Tokyo.

## Biographie
Le 9 mai 2015, Maykel Masso saute 8,12 m à La Havane. Il confirme ce saut en remportant la médaille d'or des championnats du monde jeunesse à Cali en 8,05 m, record des championnats. Sélectionné à l'âge de seize ans pour les championnats du monde 2015 à Pékin, il est éliminé dès les qualifications avec un meilleur saut à 7,70 m. 
Le 28 mai 2016, il saute 8,28 m à La Havane, avec un vent favorable de 1,8 m/s. Le 20 juillet, à Bydgoszcz, il remporte le titre des championnats du monde juniors avec la marque de 8,00 m (-1,8 m/s). Lors des Jeux olympiques de 2016 à Rio de Janeiro, il est éliminé dès les qualifications (7,81 m).
Le 14 juillet 2017, à Madrid, il atteint la marque de 8,33 m (+ 2,0 m/s), à seulement 2 centimètres du record du monde junior du Russe Sergey Morgunov. À seulement 18 ans, il termine le 5 août suivant 5e des championnats du monde de Londres avec un saut à 8,26 m, à seulement 6 centimètres de la médaille de bronze.
En 2021, Masso participe à ses deuxièmes Jeux olympiques à Tokyo. En finale de la longueur, il prend provisoirement la première place dès son premier essai avec 8,21 m, mais se blesse après son deuxième saut et fait l'impasse sur le reste du concours. Son saut à 8,21 m lui assure tout de même la médaille de bronze, derrière le Grec Miltiadis Tentoglou et son compatriote Juan Miguel Echevarria. 

## Palmarès
| Date | Compétition                    | Lieu       | Résultat | Marque |
| ---- | ------------------------------ | ---------- | -------- | ------ |
| 2015 | Championnats du monde cadets   | Cali       | 1er      | 8,05 m |
| 2016 | Championnats du monde juniors  | Bydgoszcz  | 1er      | 8,00 m |
| 2017 | Championnats du monde          | Londres    | 5e       | 8,26 m |
| 2018 | Championnats du monde en salle | Birmingham | 13e      | 7,71 m |
| 2019 | Jeux panaméricains             | Lima       | 12e      | 7,21 m |
| 2021 | Jeux olympiques                | Tokyo      | 3e       | 8,21 m |
| 2022 | Championnats du monde en salle | Belgrade   | finale   | NM     |
| 2022 | Championnats ibéro-américains  | La Nucia   | 2e       | 8,02 m |
| 2022 | Championnats du monde          | Eugene     | 4e       | 8,15 m |

## Records
| Épreuve          | Épreuve   | Marque             | Lieu      | Date            |
| ---------------- | --------- | ------------------ | --------- | --------------- |
| Saut en longueur | Plein air | 8,39 m (+ 0,6 m/s) | La Havane | 29 mai 2021     |
| Saut en longueur | Salle     | 8,08 m             | Karlsruhe | 29 janvier 2021 |